# Kattivakkam
Kattivakkam é uma cidade e um município no distrito de Thiruvallur, no estado indiano de Tamil Nadu.

## Geografia
Kattivakkam está localizada a 13° 13′ N, 80° 19′ L. Tem uma altitude média de 13 metros (42 pés).

## Demografia
Segundo o censo de 2001,  Kattivakkam  tinha uma população de 32,556 habitantes. Os indivíduos do sexo masculino constituem 51% da população e os do sexo feminino 49%. Kattivakkam tem uma taxa de literacia de 71%, superior à média nacional de 59.5%: a literacia no sexo masculino é de 78% e no sexo feminino é de 64%. Em Kattivakkam, 12% da população está abaixo dos 6 anos de idade.